# Csillagközi invázió (film)
A Csillagközi invázió (eredeti cím: Starship Troopers) 1997-ben bemutatott színes, amerikai sci-fi akciófilm. A film alapjául Robert A. Heinlein 1959-ben megjelent regénye szolgált. Paul Verhoeven látványos alkotása anyagi bukás volt az Egyesült Államokban, sikernek bizonyult viszont Európában. Kritikai fogadtatása vegyes volt: egyesek csak egy ostoba és helyenként gusztustalan akciómozit láttak benne, mások azonban felfigyeltek az iróniával kevert kritikus hangvételre, mellyel a rendező a jövő tökéletesnek vélt militarista társadalmát mutatja be. Folytatások: Csillagközi invázió 2 – A szövetség hőse (2004), Csillagközi invázió 3 – Marauder (2008). Egyik folytatás sem aratott jelentősebb sikert, számos országban – Magyarországon is – a mozikat kihagyva, csupán DVD-n jelentek meg.

## A cselekmény
|  | Alább a cselekmény részletei következnek! |

Johnny, Carmen és Carl (Casper Van Dien, Denise Richards és Neil Patrick Harris)

A távoli jövő fiataljait tulajdonképpen ugyanaz foglalkoztatja, mint korunk tinédzsereit: a csajozás/pasizás, a bulik, a szórakozás és a sport. A biológiaórák is csak annyiban különböznek a mostaniaktól, hogy a tanulók nem egereket vagy békákat, hanem óriási rovarokat boncolnak. Az egész élet roppant idillinek látszik, pedig az emberiség közben súlyos gondokkal küzd: a Föld háborúban áll az óriásbogarakkal, melyek a Klendathu bolygón fészkelnek. A végzős barátok, Johnny, Dizzy, Carmen és Carl elhatározzák, hogy belépnek a hadseregbe, hogy kivegyék részüket a küzdelemből. Johnny ezzel a döntésével szembeszáll jómódú szülei akaratával: az ősök valamilyen békés, jól szituált polgári pályára szánták fiukat. Johnny azonban imponálni szeretne kedvesének, a szépséges Carmennek, aki pilótának készül. Közben a fiú szinte észre sem veszi, hogy a bájos Dizzy viszont utána epekedik. A fiatalok a seregben elválnak egymástól: Carmen a pilótákhoz kerül, Carlt éles esze miatt a hadvezetéshez vezénylik, csupán Johnny és Dizzy lesznek egyszerű közlegények, akik a kemény kiképzés után belekerülnek a legvéresebb küzdelmekbe a Klendathu bolygón. A csaták, pláne az egész háború kimenetele nagyon kétséges, hiszen az óriásbogarak nem egyszerűen darabokra tépik a katonákat, hanem harcmodoruk, szervezettségük figyelemre méltó intelligenciáról tanúskodik. A kozmikus konfliktust személyes emberi problémák és drámák tarkítják: hőseink mellől sorra elhullanak legjobb bajtársaik, ráadásul a pilótáknál Carmenre szemet vet jóképű kollégája, Zander, ami alkalmat ad Dizzynek arra, hogy végre közelebb kerüljön Johnnyhoz…

## Háttér

### A regény
Robert A. Heinlein először rövidített változatban, a The Magazine of Fantasy & Science Fiction című kiadvány 1959. októberi és novemberi számában publikálta regényét, amely akkor még a Starship Soldier címet viselte. Még ugyanabban az évben a mű könyv alakban is megjelent. A történet főszereplője egy Juan Johnny Rico nevű fiatalember, aki a jövő katonaságában az óriásrovarok elleni háború során újoncból veterán altisztté, majd a tiszti iskola elvégzése után tisztté lép elő. A regény egyes szám első személyben meséli el a történetet. Rico szájába adva a szavakat Heinlein kifejti sok kritikusa szerint vitatható véleményét, például a választójogról, a polgári erényekről, a háborúról és a halálbüntetésről. Az író álláspontja, hogy a társadalom iránti felelősség egyéni áldozatokat követel. A könyv cselekménye szerint a jövőben a választójog csak azokat a polgárokat illeti meg, akik önkéntes katonaként két év szolgálatot teljesítettek a hadseregben. A mű 1960-ban elnyerte a legjobb regénynek járó Hugo-díjat.

### Kozmikus szappanopera és náci esztétika
A Csillagközi invázió kevert műfajú alkotás: nem egyszerűen sci-fi vagy akciófilm, hanem egyéb műfajok (szappanopera, western, propagandafilm) kelléktárát és motívumait is felvonultatja. A nyitó képsorokat, a toborzóreklámokat akár a náci korszak híres-hírhedt rendezőnője, a nagy tehetségű Leni Riefenstahl is forgathatta volna: szigorú mértani alakzatokban megannyi tökéletes emberpéldány, akik néhány hangzatos jelszó hatására lelkesen vonulnak hadba az ellenség, ezúttal az óriásbogarak ellen. A reklámok egyébként többször megszakítják a film cselekményét. Ezt a fogást Verhoeven a Futás az életért (1977) című holland alkotásában alkalmazta először, de igazából hollywoodi munkáinak egyik visszatérő jellemzője: elég csak a Robotzsarura (1987) vagy Total Recall – Az emlékmásra (1990) gondolni. A Robotzsaru forgatókönyvírója, Edward Neumeier írta a Csillagközi invázió szkriptjét is. Így nyilatkozott: „Felhasználhattam a háborús filmek idegengyűlöletét anélkül, hogy tekintettel kellett volna lennem az ellenség érzelmeire. A másik tábor ugyanis nem emberekből áll, ott csak bogarak vannak.”

Johnny és Dizzy (Casper Van Dien és Dina Meyer)

Ezek a bogarak azonban nyugodtan felcserélhetők emberekre is, például indiánokra. „Csak a halott bogár a jó bogár” – mondják az egyik reklámban, és ez a kijelentés feltűnően hasonlít arra, amit a westernekben szoktak mondogatni az indiánok vonatkozásában, de az aktuálpolitika is kínál behelyettesíthető alternatívákat. Verhoeven elhárította azokat a vádakat, hogy militarista propagandafilmet forgatott volna, vagy a nácizmust akarná rehabilitálni. A film bemutatója kapcsán az alábbiakat nyilatkozta: „Megmutattam a fasizmus csábító képeit, hogy nehéz helyzetbe hozzam a nézőket. Elhiheti nekem, hogy minden propagandában ott található a valóság parányi részecskéje, viszont én mindig felemelt mutatóujjal figyelmeztetem az embereket: »Ne dőljetek be ennek a marhaságnak!« Ilyen pillanatok többször is előfordulnak, például amikor a kommentátor a film közepén felteszi a kérdést: Lehet, hogy az emberek provokálták a bogarakat?”
A náci esztétikával kapcsolatban Verhoeven elismerően emlegette az Egyesült Államokat, mondván, hogy amíg Európában a náci propaganda tilos, addig Amerikában a provokatív véleményeket sem üldözik mindaddig, amíg valaki államcsínyre nem buzdít. Bár a holland rendező érti és elfogadja az európai tiltás okait, mégis egyfajta „szájkosár”-nak tartja ezt a művészek szempontjából. Pedig teljesen igaza van abban, hogy a megfelelő hatás érdekében a náci esztétika alkalmazása szükséges lehet: jó példa minderre Stanley Kubrick Mechanikus narancs (1971) vagy Rainer Werner Fassbinder Lili Marleen (1981) című alkotása. Egyébként a rendező aligha vádolható komolyan a náci ideológia népszerűsítésével, hiszen gyerekkorában hazája náci megszállás alatt volt. A gyerek Paul átélte Amszterdam bombázását, s a pusztulás képei, a szanaszét heverő holttestek látványa örökre bevésődtek emlékezetébe. Ezt az élményt idézte fel a Csillagközi invázió azon jelenetében, amikor a katonák a bázison megtalálják az óriásbogarak pusztításának nyomait, a szanaszét heverő véres, esetenként megcsonkított tetemeket.
Nem a náci esztétika az egyetlen eszköz, amit Verhoeven a film egészét átható irónia szolgálatába állít: a film első néhány jelenete a híres amerikai szappanoperák – Melrose Place, Beverly Hills 90210 – világát és stílusát idézi. Eleinte minden idillinek látszik, a kormány a helyzet magaslatán áll, nincsen bűnözés, nincsen kábítószer, mintha a főszereplők nem is ezen a planétán élnének. Hogy a közönség értse a célzást, Verhoeven a főszerepekre olyan színészeket választott, akik játszottak is az emlegetett szappanoperákban: Denise Richards mindkét szériában felbukkant, Patrick Muldoon a Melrose Place szereplője volt, Casper Van Dien és Dina Meyer pedig a Beverly Hills 90210 stábját erősítette.

## Érdekességek
|  | Alább a cselekmény részletei következnek! |

- Paul Verhoeven állítólag nem olvasta végig Henlein regényét, mert az első néhány fejezetet unalmasnak találta.

- A filmet Gavin Gharrity és Tom O’Halloran emlékének ajánlották. Mindkét férfi segédoperatőrként vett részt Verhoeven előző filmje, a szakmai és anyagi bukásnak számító Showgirls (1995) elkészítésében.

- Carl háziállata, Cyrano a kezdeti elképzelések szerint béka lett volna.

- Buenos Aires megsemmisítésének képsorait valójában abból a videóból vették át, amely az 1991 októberében, Oakland Hillben pusztított tűzvészről készült.

- Az erőd védelmének jelenete számos mozzanattal utal a Zulu (1964) című filmre, még bizonyos mondatok és kameraállások is megegyeznek.

- Több lőszert használtak ebben a filmben, mint bármelyik más korábbi alkotásban.

- Casper Van Dien eltörte az egyik bordáját annak a jelenetnek a felvétele közben, amelynek során ráugrik az egyik óriásbogárra, hogy megsemmisítse azt.

- Az egyik jelenetben a Michael Ironside által megformált szereplő beleesik egy lyukba, ahol az egyik óriásbogár leharapja mindkét lábát. Az epizód felvétele során Dina Meyer fejét véletlenül úgy megütötték, hogy a színésznő agyrázkódást szenvedett. A filmben egyébként Rasczak hadnagynak hiányzik az egyik alkarja, Verhoeven korábbi filmjében, Az emlékmásban pedig Ironside olyan szereplőt játszott, aki az egyik jelenetben elveszíti a karjait.

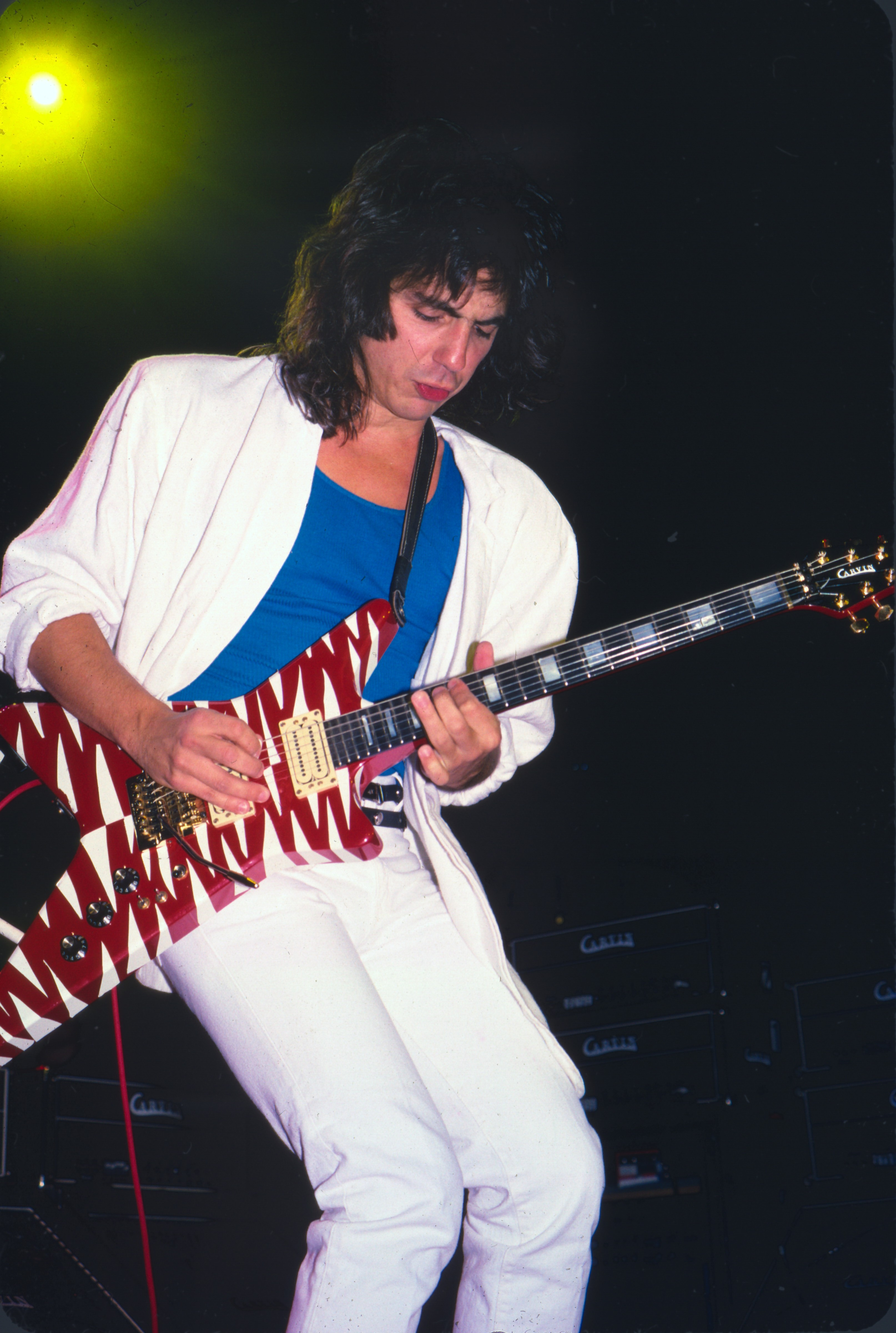
Koedukált zuhanyzó (középen: Casper Van Dien)

- A koedukált zuhanyjelenet forgatásakor Paul Verhoeven rendező és Jost Vacano operatőr maguk is beálltak meztelenül a zuhany alá, hogy ezzel is oldják a fiatal színészek gátlásait.

- Az egyik jelenetben a Denise Richards által megformált Carmen Ibanez első ízben vezeti ki a hatalmas űrhajót a dokkból. Ehhez egy olyan kapcsolót fordít el, amely egy 1982-es évjáratú IBM számítógépről származik, arról a típusról, amely elsőként terjedt el otthoni és hivatali használatban.

- Az egyik űrhajó hídjánál a háttérben egy kis méretű Millenium Falcon látható, amely a Csillagok háborúja filmekből közismert űrjármű.

- A filmbeli bogarak többsége csupán CGI, de néhány életnagyságú, távirányítható modellt is készítettek a forgatáshoz. A csatajelenetek forgatásakor Verhoeven állt a színészek előtt: ha kellett, ugrott vagy sikított, hogy a szereplőkből a megfelelő reakciókat váltsa ki. Szükség is volt erre, mivel Casper Van Dien később azt nyilatkozta, hogy a rovarok mozgását a forgatáson három, botvégre erősített teniszlabdával imitálták, és azoktól azért nem volt olyan könnyű megijedni. A digitális rovarok elkészítése egyébként 11 millió dollárba került.

- A falak egy része Az emlékmás című filmből származik, melyet ugyancsak Verhoeven rendezett.

- A bázist, amelyen a Fleet Academy található, Tyereskovának nevezték el, az első női űrhajós, a szovjet Valentyina Tyereskova tiszteletére.

- A Whiskey bázison játszódó jelenetben a tábornokot egy szekrényben találják meg. Ez a szekrény valójában egy ipari hűtőszekrény volt, melyet az éttermi konyhákban szoktak használni.

- A banketten a fellépő együttes David Bowie I Have Not Been To Oxford Town című számát játssza. A dal szövegét azonban kicsit átdolgozták, hogy a XXI. század helyett inkább a XXIII. századra utaljon. Az új verzió címe:  I Have Not Been to Paradise. A dalt Zoë Poledouris, a film zeneszerzőjének, Basil Poledourisnak a legidősebb lánya énekli.

- 1978 egyik legnépszerűbb diszkóslágere volt Sarah Brightman I Lost My Heart to a Starship Trooper című kislemeze. A Csillagközi invázió bemutatójához kapcsolódva az UCF (United Citizen Federation) együttes többféle változatban feldolgozta a dalt, és egyes verziókban felhasználták Sarah énekét. A klipben a Csillagközi invázió bizonyos jelenetei is láthatók, magában a filmben azonban a dal semmilyen formában nem hallható.

- Abban a jelenetben mikor Johnny Rico-ra a kiképzőtáborban gondatlansága miatt tíz ostorcsapást szabnak ki büntetésül, az ítélet végrehajtó egy ugyanolyan David Morgan típusú ostort használ, mint amit Harrison Ford használt az Indiana Jones szériában.

## Főszereplők
| Karakter                          | Színész                 | Magyar hang           |
| --------------------------------- | ----------------------- | --------------------- |
| Johnny Rico hadnagy               | Casper Van Dien         | Stohl András          |
| Isabelle "Dizzy" Flores közlegény | Dina Meyer              | Kéri Kitty            |
| Carmen Ibanez kapitány            | Denise Richards         | Gubás Gabi            |
| Carl Jenkins ezredes              | Neil Patrick Harris     | Anger Zsolt           |
| Ace Levy közlegény                | Jake Busey              | Alföldi Róbert        |
| Zim őrmester                      | Clancy Brown            | Balázsi Gyula         |
| Sugar Watkins közlegény           | Seth Gilliam            | Kálid Artúr           |
| Zander Barcalow                   | Patrick Muldoon         | Czvetkó Sándor        |
| Jean Rasczak hadnagy              | Michael Ironside        | Konrád Antal          |
| Biológiatanár                     | Rue McClanahan          | Illyés Mari           |
| Owen tábornok                     | Marshall Bell           | Halmágyi Sándor       |
| Breckinridge őrmester             | Eric Bruskotter         | Németh Kristóf        |
| Kitten Smith                      | Matt Levin              | Csőre Gábor           |
| Katrina McIntire                  | Blake Lindsley          |                       |
| Shujumi                           | Anthony Ruivivar        | Welker Gábor          |
| Deladier százados                 | Brenda Strong           | Tátrai Zita           |
| Kiképző őrnagy                    | Dean Norris             | R. Kárpáti Péter      |
| Mr. Bill Rico                     | Christopher Curry       | Orosz István          |
| Mrs. Rico                         | Lenore Kasdorf          | Vennes Emmy           |
| Djana'D                           | Tami-Adrian George      |                       |
| Bronski tizedes                   | Teo                     | Albert Péter          |
| Willy hadnagy                     | Steven Ford             |                       |
| Birdie tizedes                    | Ungela Brockman         |                       |
| Gillespie őrmester                | Curnal Achilles Aulisio | Bede Fazekas Szabolcs |
| Hadi tudósító                     | Greg Travis             | Bácskai János         |
| Dienes űrmarsall                  | Bruce Gray              | Végh Ferenc           |
| Meru űrmarsall                    | Denise Dowse            | Némedi Mari           |
| Őrmester a sorozáson              | Robert David Hall       | Vizy György           |
| Pszichiáter                       | Timothy Omundson        |                       |
| Stack Lumbreiser hadnagy          | Amy Smart               |                       |
| Szakértő                          | Julianna McCarthy       | Kassai Ilona          |
| Szakértő                          | Timothy McNeil          | Koncz István          |
| Tábornok                          | Dale Dye                | Vizy György           |
| Játékvezető                       | Ronald L. Botchan       | Pálfai Péter          |
| Bíró                              | Walter Adrian           | Palóczy Frigyes       |
| Narrátor (hangja)                 | John Cunningham         | Kárpáti Tibor         |

## Fontosabb díjak és jelölések

### Oscar-díj
- 1998 jelölés Phil Tippett, Scott E. Anderson, Alec Gillis, John Richardson (legjobb vizuális effektek)

### Szaturnusz-díj
- 1998 díj Ellen Mirojnick (legjobb jelmez)
- 1998 díj Phil Tippett, Scott E. Anderson, Alec Gillis, John Richardson, Tom Woodruff Jr. (legjobb vizuális effektek)
- 1998 jelölés (legjobb sci-fi)
- 1998 jelölés Paul Verhoeven (legjobb rendező)
- 1998 jelölés Edward Neumeier (legjobb forgatókönyv)

### Blockbuster Entertainment Awards
- 1998 jelölés Casper Van Dien (legígéretesebb új színész)
- 1998 jelölés Denise Richards (legígéretesebb új színésznő)

### Hugo-díj
- 1998 jelölés (legjobb regényátdolgozás)

### MTV Movie Awards
- 1998 jelölés Legjobb akciójelenet (a bogarak megtámadják az erődöt)